# Coppa della Regina 2012-2013 (pallavolo)
La Coppa della Regina 2012-13 fu la 38ª edizione della Coppa di Spagna di pallavolo femminile.
Si tenne dall'8 al 10 febbraio 2013: al torneo hanno partecipato sei squadre di club spagnole e la vittoria finale è andata per la seconda volta consecutiva al Club Voleibol Haro.

## Regolamento
Le squadre hanno disputato quarti di finale (non hanno partecipato la prima e la seconda classificata al termine del girone di andata della regular season di Superliga 2012-13, già qualificate alle semifinali), semifinali e finale.

## Squadre partecipanti
| Squadra    | Qualificazione                             | Ultima partecipazione      |
| ---------- | ------------------------------------------ | -------------------------- |
| Barcellona | ?ª al girone di andata Superliga 2012-2013 | Debutto                    |
| Ciutadella | ?ª al girone di andata Superliga 2012-2013 | Coppa della Regina 2011-12 |
| Haro       | Squadra organizzatrice                     | Coppa della Regina 2011-12 |
| Murcia     | ?ª al girone di andata Superliga 2012-2013 | Coppa della Regina 2011-12 |
| Murillo    | ?ª al girone di andata Superliga 2012-2013 | Coppa della Regina 2011-12 |
| Iruña      | ?ª al girone di andata Superliga 2012-2013 | Debutto                    |

## Torneo

### Tabellone
|  | Quarti di finale | Quarti di finale | Quarti di finale |         |   | Semifinali | Semifinali | Semifinali |  |  | Finali | Finali | Finali |
|  |                  |                  |                  |         |   |            |            |            |  |  |        |        |        |
|  | -                | -                | -                |         |   |            |            |            |  |  |        |        |        |
|  | -                | -                | -                |         |   |            |            |            |  |  |        |        |        |
|  | -                | -                | -                |         |   | Haro       | 3          |            |  |  |        |        |        |
|  |                  |                  |                  |         |   | Haro       | 3          |            |  |  |        |        |        |
|  |                  |                  | Murcia           | 2       |   |            |            |            |  |  |        |        |        |
|  |                  | Murcia           | Murcia           | 2       | 3 |            |            |            |  |  |        |        |        |
|  |                  | Murcia           |                  |         | 3 |            |            |            |  |  |        |        |        |
|  |                  | Ciutadella       | 1                |         |   |            |            |            |  |  |        |        |        |
|  |                  |                  |                  |         |   |            |            |            |  |  |        | Haro   | 3      |
|  |                  |                  |                  | Murillo | 1 |            |            |            |  |  |        |        |        |
|  | -                | -                | -                |         |   |            |            |            |  |  |        |        |        |
|  | -                | -                | -                |         |   |            |            |            |  |  |        |        |        |
|  | -                | -                | -                |         |   | Murillo    | 3          |            |  |  |        |        |        |
|  |                  |                  |                  |         |   | Murillo    | 3          |            |  |  |        |        |        |
|  |                  |                  | Barcellona       | 1       |   |            |            |            |  |  |        |        |        |
|  |                  | Barcellona       | Barcellona       | 1       | 3 |            |            |            |  |  |        |        |        |
|  |                  | Barcellona       |                  |         | 3 |            |            |            |  |  |        |        |        |
|  |                  | Iruña            | 2                |         |   |            |            |            |  |  |        |        |        |

### Risultati

#### Quarti di finale
| 8 febbraio 2013 Polideportivo Municipal El Ferial, Haro Durata: ? - Spettatori: ? | Murcia     | 3 - 1 | Ciutadella | 30-32, 25-20, 25-23, 25-12       |
| 8 febbraio 2013 Polideportivo Municipal El Ferial, Haro Durata: ? - Spettatori: ? | Barcellona | 3 - 2 | Iruña      | 25-22, 14-25, 25-14, 19-25, 15-8 |

#### Semifinali
| 9 febbraio 2013 Polideportivo Municipal El Ferial, Haro Durata: ? - Spettatori: ? | Haro    | 3 - 2 | Murcia     | 25-22, 25-22, 24-26, 18-25, 25-9 |
| 9 febbraio 2013 Polideportivo Municipal El Ferial, Haro Durata: ? - Spettatori: ? | Murillo | 3 - 1 | Barcellona | 25-15, 25-11, 15-25, 25-14       |

#### Finale
| 10 febbraio 2013 Polideportivo Municipal El Ferial, Haro Durata: ? - Spettatori: ? | Haro | 3 - 1 | Murillo | 25-20, 20-25, 25-19, 25-23 |